# Fujiwara no Hirotsugu
Fujiwara no Hirotsugu va ser un aristòcrata del període Nara. Era el fill gran del conseller Fujiwara no Ugo, el fundador de la família Fujiwara Ceremonial. El seu rang oficial era el cinquè rang junior i el Dazai Shoni.

## Biografia
Entre abril i agost del 9è any de Tenpyo (737), els quatre germans Fujiwara, que havien exercit un poder aclaparador a la Cort Imperial durant la primera meitat de l'era Shomu, van morir un rere l'altre tercer rang del sisè rang júnior. Va ser ascendit i va ser guardonat amb el rang de cinquè rang. Després de servir com a Shikibu Shoyu, també va assumir el càrrec de Daiyo Tokunokami l'abril de 738.
No obstant això, el desembre del mateix any, amb el teló de fons de l'ascens de les forces anti-Fujiwara dins de la Cort Imperial, va ser degradat a Dazai Shoni per calumniar els seus familiars. El parent a qui Hirotsugu va calumniar era la seva tia, la princesa heretera Fujiwara no Miyako, i se suposa que va aconsellar l'eliminació de Genbo a través de la seva difamació sobre la relació entre Miyako i Genbo. En resposta a això, la saviesa convencional que la visita de l'emperador Shomu a les províncies orientals va ser causada per l'aixecament d'Hirotsugu va ser refutada, i es va fer més probable que la visita hagués estat planificada abans de l'emperador Shōmu, que havia sentit a Genbo i Kibi no Makibi Sobre el pla de l'emperador Xuanzong per a una nova capital, planejava dur a terme un viatge basat en la premissa de traslladar la capital i altres van proposar aquest pla per amonestar-lo.

L'agost de 740, Hirotsugu va declarar que 
| « | "els desastres causats per Tenchi van ser causats per Kibi no Makibi, el cap de la Guàrdia Dreta, i Genbo, els Sojo (les forces clau anti-Fujiwara), i que aquests dos haurien de ser desterrats". | » |

Va enviar una petició a la Cort Imperial dient això,[4] però el poderós ministre de la Dreta, Tachibana Moroe, ho va interpretar com una traïció. Va ser Shohei qui va impulsar el nomenament de Makibi i Genbo, i era evident que els seus comentaris eren de fet crítiques a Shohei, ja que va criticar les mesures adoptades per estabilitzar el sentiment públic després dels danys causats per l'epidèmia. L'emperador Shomu va respondre emetent un decret imperial convocant Hirotsugu.
Hirotsugu no va obeir l'ordre imperial, i al setembre, juntament amb el seu germà petit Tsunade, va liderar una força de més de 10.000 soldats, incloses tropes dels clans Dazaifu i Hayato, en una rebel·lió. No obstant això, va ser derrotat per la força punitiva dirigida pel general Ono no Azumabito, i va ser capturat al poble de Nagano, comtat de Matsuura, província de Hizen el 23 d'octubre l'1 de novembre, ell i Tsunade van ser executats per decapitació al comtat de Matsuura, Hizen Província (Rebel·lió de Fujiwara no Hirotsugu). Molts membres de la família Shiki van ser castigats com a conseqüència d'aquesta rebel·lió.
Per tal d'apaivagar l'esperit venjatiu d'Hirotsugu, el Santuari Kagami es va fundar a Karatsu per consagrar Hirotsugu. El santuari de Nantokyo, situat a l'oest del temple Shin-Yakushiji, hi va ser consagrat com a successor del temple.

## Carrera oficial
Segons el Shoku Nihongi.

- Data desconeguda: Junior Sixth Rank Upper
- 28 de setembre de 737 (Tenpyo 9): Cinquè rang júnior
- Data desconeguda: Shikibu Shoyu
- 22 d'abril de 738 (Tenpyo 10): Daiyo Tokunokami. 4 de desembre: Dazai Shoni
- Tenpyo 12 (740) 1 de novembre: Execució per decapitació

## Obres temàtiques al voltant de Hirotsugu
- "Lladre vermell"
  - Un conte de Ryotaro Shiba. Va ser publicat al número de maig de 1960 de All Yomimono. Inclòs al llibre Shincho Bunko "Kashin Koji's Illusion Techniques" (ISBN 978-4101152233). Hirotsugu, que somiava amb una rebel·lió, va conèixer per casualitat un estrany home de Baekje que es deia "la granota de Buyo" i va quedar impressionat pel seu estil de vida distant, que semblava que no li importava gens el món mundà.